# Локомотиви БДЖ серия 76.000
След 1973 г. се обмисля доставката на още магистрални дизелови локомотиви за допълване парка на БДЖ за линията Септември - Добринище и най-вече за замяната на парната тракция по линията Червен бряг - Оряхово. Доставката на локомотиви серия 75.000 се проваля по ред причини . Така се сключва договор за строеж и доставка с румънския завод „23 август“ (сега „FAUR“) - Bucureşti. Локомотивите са строени по технически условия на БДЖ, в които са отразени опитът от вече 10-годишната експлоатация на локомотивите серия 75.000.
Първоначално е изработен прототип на локомотива, означен с номер 76-15 (предвиждало се след пробите машината да се върне в завода-производител за доработки, а локомотивите 76-01 до 76-14 са вече в процес на строителство), който да се достави като последен локомотив в серията. Програмата се осъществява и всички локомотиви са пуснати в експлоатация от май до септември 1977 г., а 76-15 пристига през февруари 1978 г.
Първоначално всички локомотиви серия 76.000 са зачислени в депо Червен бряг. Така се заменя изцяло парната тракция по линията. По-късно се установява, че броят им е по-голям от необходимия и 5 броя са изпратени в депо Септември (76-11 до 76-15). Експлоатацията им показва, въпреки близостта на техническите параметри до тези на серия 75.000, че са с по-ниски експлоатационни възможности, реализират повече откази, с по-ниско качество на изработка и др. След преустановяването експлоатацията на теснолинейката Червен бряг – Оряхово през 2002 г. се извършва бракуване на локомотиви в двете основни теснолинейни депа (Червен бряг и Септември) и в парка на БДЖ остават 4 локомотива серия 76.000. През 2009 година БДЖ продава 3 от тях в Аржентина, а един брой е оставен за музеен експонат и се съхранява в депо Септември.

## Експлоатационни и фабрични данни за локомотивите[2]
| В експлоатация                           |
| Спрян от експлоатация; бракуван; нарязан |
| В ремонт (ГПР; ПР)                       |
| Продаден                                 |

| Експлоатационен номер | Експлоатационен номер | фабр. №/ година | Бележки                                         |
| доставен              | от 1988 г.            | фабр. №/ година | Бележки                                         |
| --------------------- | --------------------- | --------------- | ----------------------------------------------- |
| 76-01                 | 76 001.7              | 23141/1977      | Бракуван 1996 г.                                |
| 76-02                 | 76 002.5              | 23142/1977      | Бракуван 2002 г.                                |
| 76-03                 | 76 003.3              | 23143/1977      | Бракуван 1994 г.                                |
| 76-04                 | 76 004.1              | 23144/1977      | Бракуван 1994 г.                                |
| 76-05                 | 76 005.8              | 23145/1977      | Продаден в Аржентина (YCRT Rail Argentina #402) |
| 76-06                 | 76 006.6              | 23146/1977      | Продаден в Аржентина (YCRT Rail Argentina #403) |
| 76-07                 | 76 007.4              | 23147/1977      | Бракуван 1998 г.                                |
| 76-08                 | 76 008.2              | 23148/1977      | Бракуван 1998 г.                                |
| 76-09                 | 76 009.0              | 23149/1977      | Бракуван 1998 г.                                |
| 76-10                 | 76 010.8              | 23154/1977      | Бракуван 1998 г.                                |
| 76-11                 | 76 011.6              | 23151/1977      | Определен за музеен експонат                    |
| 76-12                 | 76 012.4              | 23152/1977      | Продаден в Аржентина (YCRT Rail Argentina #401) |
| 76-13                 | 76 013.2              | 23153/1977      | Бракуван 1996 г.                                |
| 76-14                 | 76 014.8              | 23150/1977      | Бракуван 2002 г.                                |
| 76-15                 | 76 015.7              | 23115/1976      | Бракуван 2001 г.                                |